# 摩尔多瓦邮政
摩尔多瓦邮政（羅馬尼亞語：Poșta Moldovei）是摩尔多瓦的邮政公司，成立于1993年4月1日，由邮政通信部门与电信部门分离而来。自2005年6月起，摩尔多瓦邮政公司由摩尔多瓦信息技术和通信部领导。

## 链接
- 官方网站